# Erich Habann
Erich Habann (* 6. August 1892 in Soldau, Ostpreußen; † 24. März 1968) war ein deutscher Physiker und Nachrichtentechniker.

## Leben
Seine wissenschaftliche Laufbahn begann er im Ersten Weltkrieg als Assistent von Prof.
Heinrich Fassbender. 1918 führten sie einen hochfrequenten Trägerfrequenz-Fernsprechverkehr von drei gleichzeitigen Fernsprechverbindungen zwischen Berlin und Potsdam vor. Ein halbes Jahr später konnte ein öffentlicher postalischer Trägerfrequenz-Telegrafieverkehr zwischen Berlin und Weimar (Sitz der Nationalversammlung) eingerichtet werden. Fast 100 Patente und Patentanmeldungen aus der Anfangszeit der Trägerfrequenztechnik tragen Fassbenders und Habanns Namen.
Nach seiner Promotion am physikalischen Institut der Universität Jena unter der Leitung von Max Wien mit der Arbeit Eine neue Generatorröhre (1924) über ein Zweischlitz-Magnetron mit außenliegendem Schwingkreis, wurde er 1928 an der TH Braunschweig habilitiert und später zum ao. Professor für Schaltungslehre der Fernmeldetechnik. Hans Erich Hollmann arbeitete mit diesem Magnetron.
Bei Ausbruch des Zweiten Weltkriegs zählte er zu den Wissenschaftlern, die Erich Schuhmann zu WaF (Forschungsabteilung des Heereswaffenamt; hervorgegangen aus der Zentralstelle für Heeresphysik und Heereschemie, ab 1933 unter der Bezeichnung Wa Prüf 11, 1938 umbenannt in WaF) einberufen ließ und dort auf nachrichtentechnischem Gebiet forschte. Im März 1942 war er Erich Bagge behilflich bei der Patentanmeldung seiner Isotopenschleuse. Er meldete außerdem ein Patent an, mit dem „der Transistor in seiner ursprünglichen Form von Erich Habann erstmals angegeben“ wurde.
Ab 1945 arbeitete er am sowjetischen Institut Berlin zur Rekonstruktion deutscher Raketentechnik. 1946 im Rahmen der Aktion Ossawakim in die Sowjetunion verbracht, wurde er dort 1947 als Spezialist verpflichtet, wo er in seinem Fachgebiet arbeitete und 1951 in die DDR entlassen wurde.

## Veröffentlichungen
- Die neuere Entwicklung der Hochfrequenztelephonie und -telegraphie auf Leitungen. Vieweg & Sohn, Braunschweig 1929
- Der Schwingkristall und die Ursachen seiner Wirkungsweise. In: Annalen der Physik. 1931, Band 401, Heft 1[8]
- Die Adsorptions- und Diffusionserscheinungen von Gasen an Berührungsstellen fester Körper. In: Annalen der Physik. 1934, Band 411, Heft 5[9]